# 557-es konstantinápolyi földrengés
Az 557-es konstantinápolyi földrengés a december 14-ére virradó éjszaka sújtott le a Bizánci Birodalom fővárosára. Korabeli történetírók tanúsága szerint a katasztrófa nagyszámú áldozatot követelt, a város épületeinek jó része elpusztult, falai súlyos károkat szenvedtek. Fél évvel később a Hagia Szophia székesegyház meggyengült kupolája összeomlott, 559-ben pedig a támadó hunoknak sikerült a fal még ki nem javított szakaszain át betörniük a városba.
Modern becslések szerint a földrengés energia-magnitúdója 6,4 Me körül, epicentruma az é. sz. 41° 01′ 48″, k. h. 28° 57′ 00″41.030000°N 28.950000°E koordinátáknál lehetett.

## Előzmények
A Boszporusz és környéke szeizmikusan aktív terület. I. Justinianus uralkodásának idejéből (527-565) számos földrengésről maradtak fenn feljegyzések. 533 novemberében a megriadt tömeg Constantinus fórumán keresett menedéket, ez a rengés azonban nem követelt áldozatokat. Az 540-550-es években rendszeresen észleltek kisebb földmozgásokat (540–541, 545, 547, 551 és 554–555).
Az 557. évben Konstantinápolyt április 16-án és október 19-én érte két kisebb, komoly károkat nem okozó földrengés.

## A földrengés
A földrengés lefolyását Agathiasz és Malalasz János történetírók és a szerzetes és krónikás Hitvalló Theophanész írásaiból ismerjük.
Konstantinápoly szokatlanul kemény fagytól szenvedő lakosai az év ezen szakában a téli napfordulóra való várakozást megkönnyítő brumalia ünnepségeivel voltak elfoglalva. Az első rengéseket a december 14-ére virradó éjszaka, éjfél körül lehetett érezni. A már alvó lakosok felébredtek, a mozogni kezdő épületekből „sikoltást és jajgatást lehetett hallani”. A rengések következő hullámát a földből előtörő mennydörgésszerű hangok kísérték. A levegőt ismeretlen helyről származó, homályos fényt árasztó pára töltötte meg.
A pánikba esett lakosok elhagyták házaikat, az utcákon és a sikátorokban gyülekeztek. Agathiasz megjegyzi, hogy a városban vajmi kevés „nyílt, akadályoktól teljesen mentes tér” található, így az emberek a szabad ég alatt sem voltak biztonságban a lehulló kőtörmeléktől. A menekülők szenvedéseit fagy és havas eső tetézte. Sokan a templomokban kerestek menedéket.
A zűrzavarban alacsony származásúak és nemesek, férfiak és nők – a társadalom mindennapi életében szigorúan elkülönített csoportok vegyültek el egymással. A társadalmi rangok és a velük járó kiváltságok egy időre megszűntek létezni; az életüket féltő rabszolgák semmibe vették uraik parancsait.
Az áldozatok között azonban mégiscsak megmaradtak a társadalmi különbségek: Agathiasznak a „nagyszámú közember” mellett csak egyetlen nemes, Anatolius curator haláláról van tudomása. Az igazságtalannak tartott tisztviselő elveszését kortársai isteni büntetésnek vélték, a történész azonban nem osztja a véleményüket, mivel „sok hozzá hasonló és még nála rosszabbak is sértetlenül megmenekültek”.
Hajnalra a rengések abbamaradtak. A túlélők hozzátartozóikat, barátaikat kutatták az utcákon, „csókolóztak és ölelkeztek, az öröm és meglepetés könnyeit hullatták”.

## Károk
Agathiasz szerint a földrengés a legnagyobb pusztítást a kikötő közelében lévő Rhegium kerületben végezte, de a város más részein is számos ház dőlt össze vagy szenvedett komoly károkat. A korábban sosem látott erősségű és hosszúságú földmozgás kis híján egész Konstantinápolyt „a földdel tette egyenlővé”.
A Hagia Szophia székesegyház kupolája veszélyesen meggyengült, és 558 májusában végül össze is omlott. Több más templomban is károk keletkeztek. A városfalakat a földrengés olyan rossz állapotban hagyta, hogy az 559 elején támadó hun csapatoknak a ledőlt és újjá még nem épített szakaszokon sikerült betörniük a városba.

## A földrengés után
I. Justinianus a gyász jeleként negyven napig nem viselte a koronáját. Agathiasz beszámol róla, hogy a földrengés után a gazdagok bőkezűbben adakoztak, a kétkedők szorgalmasabban imádkoztak, a rossz életűek pedig igyekeztek erkölcsösebbé válni, de azt is megjegyzi, hogy e változások nem tartottak sokáig. Konstantinápoly lakosai a katasztrófára minden évben könyörgő szertartás keretében emlékeztek.

## Fordítás
- Ez a szócikk részben vagy egészben  a(z)   557 Constantinople earthquake című angol Wikipédia-szócikk ezen változatának fordításán alapul.  Az eredeti cikk szerkesztőit annak laptörténete sorolja fel. Ez a jelzés csupán a megfogalmazás eredetét és a szerzői jogokat jelzi, nem szolgál a cikkben szereplő információk forrásmegjelöléseként.